# 히프노덴드론과
히프노덴드론과(Hypnodendraceae)는 참이끼아강 히프노덴드론목에 속하는 이끼과 중의 하나이다. 3-8개 속으로 이루어져 있다.

## 하위 속
- 베스케렐리아속 (Bescherellia) - 키르토푸스과로 분류하기도 한다.[1]
- 키르토푸스속 (Cyrtopus) - 키르토푸스과로 분류하기도 한다.[1]
- Dendro-hypnum
- 프란키엘라속 (Franciella) - 참이끼목 스피리덴스과로 분류하기도 한다.[1]
- Hypnodendron
- Mniodendron
- 스피리덴스속 (Spiridens) - 참이끼목 스피리덴스과로 분류하기도 한다.[1]
- Touwiodendron